# Palatset i Altur'Rang
Palatset i Altur'Rang är en roman av Terry Goodkind och den femtonde delen i fantasybokserien Sanningens svärd. Romanen utgör den andra halvan av det engelskspråkiga originalverket Faith of the fallen.